# José María Galán
José María Galán Rodríguez était un général espagnol et dirigeant militaire des forces républicaines pendant la guerre civile espagnole.

## Biographie
José María Galán est resté fidèle au gouvernement espagnol durant le coup d'état de juillet 1936 qui a déclenché la guerre civile espagnole. En juillet 1936, il mène une colonne de milice à Somosierra. En octobre 1936, il mène la 3e  Brigade mixte.
Plus tard, il prend part à la deuxième bataille de la route de La Corogne. En juin 1937, il mène la 34e division durant l'offensive de Ségovie. En 1938, il mène le XXIII corps d'armée en Andalousie.
Après la guerre, il fuit vers l'URSS et plus tard, il s'exile à Cuba. Il meurt en 1978.